# Hubert Krautwurst
Hubert Krautwurst (ur. 21 lutego 1924, zm. 26 listopada 1948 w Landsberg am Lech) – zbrodniarz nazistowski, członek załogi niemieckiego nazistowskiego obozu koncentracyjnego Buchenwald i SS-Hauptscharführer.
Członek SS, od 17 stycznia 1942 do 10 kwietnia 1945 członek personelu obozu w Buchenwaldzie. Pełnił służbę jako wartownik i kierownik więźniarskiego komanda ogrodniczego. Mordował i maltretował podległych mu więźniów. Po wojnie Krautwurst został skazany w procesie załogi Buchenwaldu (US vs. Josias Prince Zu Waldeck i inni) przez amerykański Trybunał Wojskowy w Dachau na karę śmierci. Wyrok wykonano 26 listopada 1948 przez powieszenie w więzieniu Landsberg.